# Salle à manger

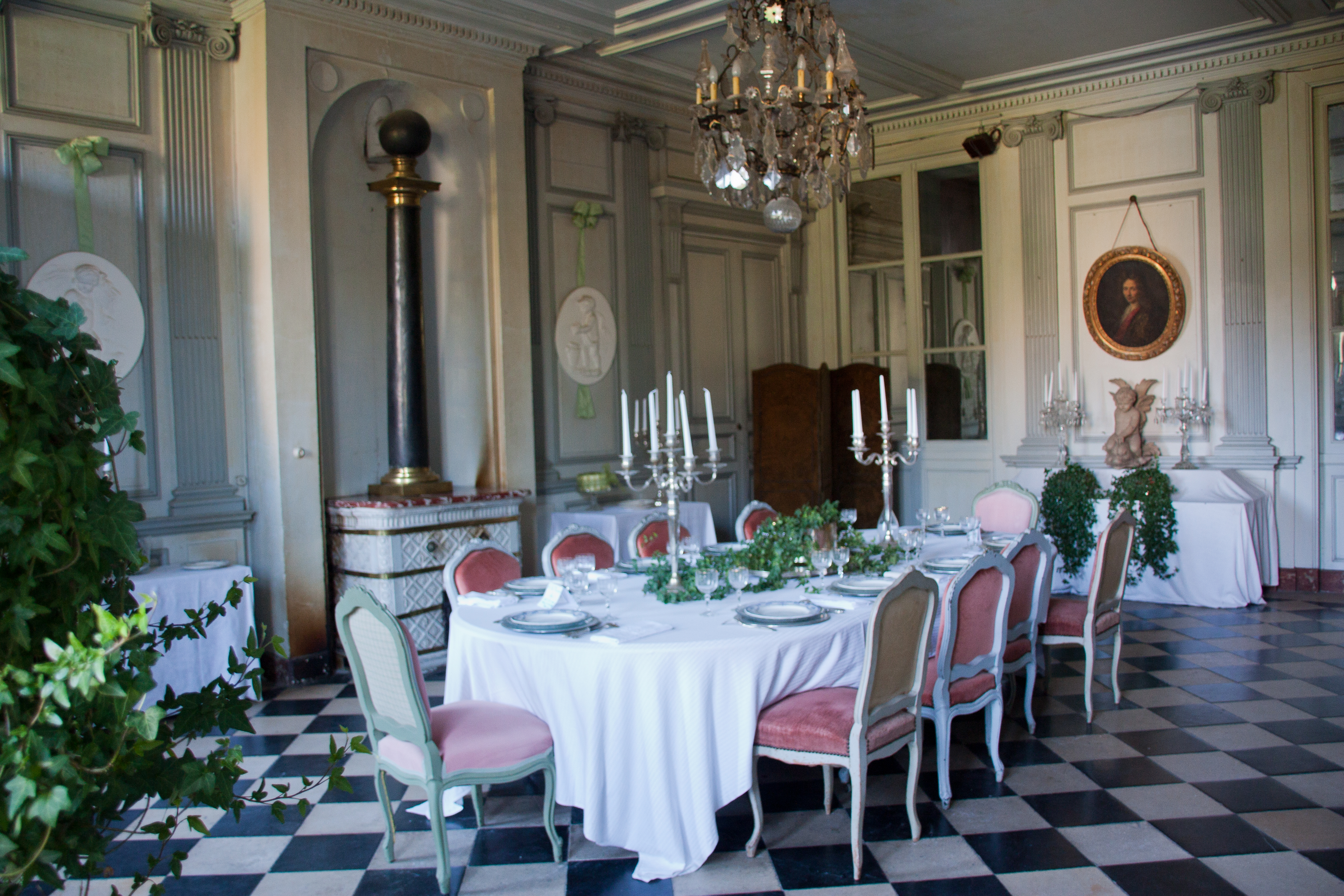
Salle à manger du château de La Ferté-Saint-Aubin,, France.

Une salle à manger (acronyme : SAM) est la pièce d'un bâtiment dans laquelle on prend ses repas en commun. Généralement équipée d'une grande table où sont servis les mets, ainsi que de chaises, elle se trouve souvent à proximité de la cuisine où ces mêmes repas sont confectionnés, de l’office, et de la salle de séjour (avec laquelle elle partage souvent le même espace).
Par métonymie, le mobilier qui garnit cette salle s'appelle également « salle à manger » ; il peut être composé d'une table, de chaises, d'un dressoir, d'un buffet, d'une crédence, d'un vaisselier ou d'une desserte.

## Histoire

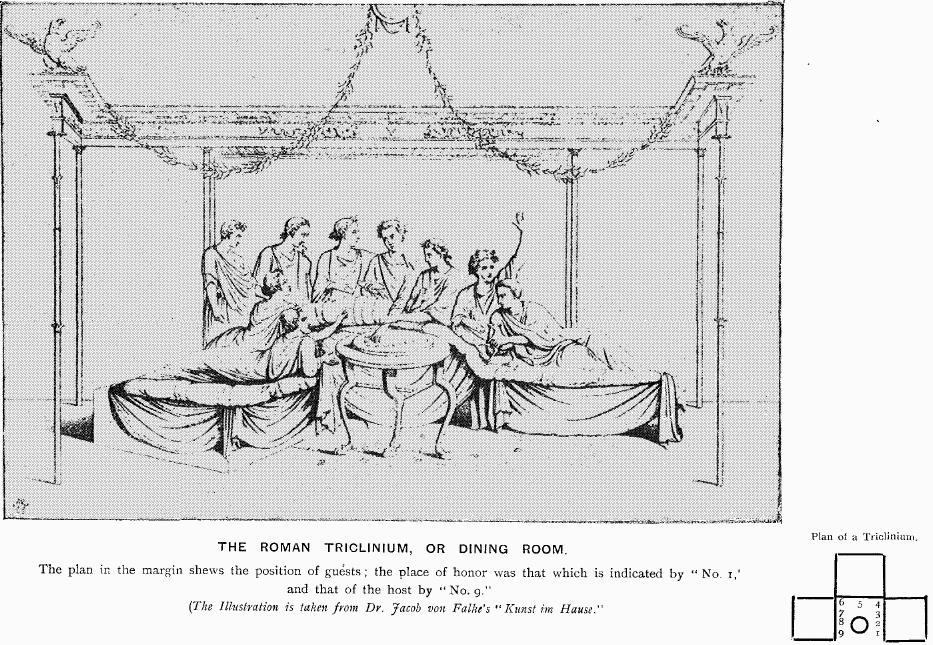
Triclinium romain, dessin du XIXe siècle.

Dans les maisons de la Rome antique, les domus, la salle de réception et de banquets, le triclinium, comporte une table ronde ou carrée, appelée mensa, souvent maçonnée ou en pierre, qui occupe une position centrale, entourée par des lits de repos. L'empereur Néron pousse le raffinement de son palais jusqu'à faire installer une salle à manger pivotante, sur roulement à billes, afin de permettre à ses convives d'admirer la vue à 360° depuis la colline du mont Palatin.

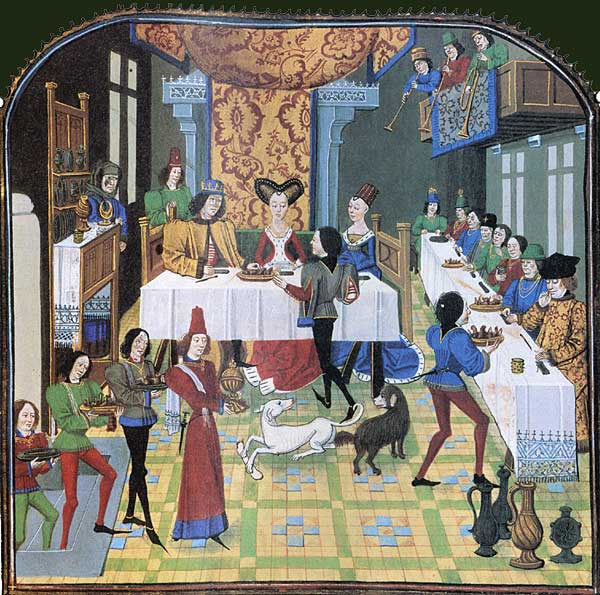
Banquet sur des tables à tréteaux au XVe siècle.

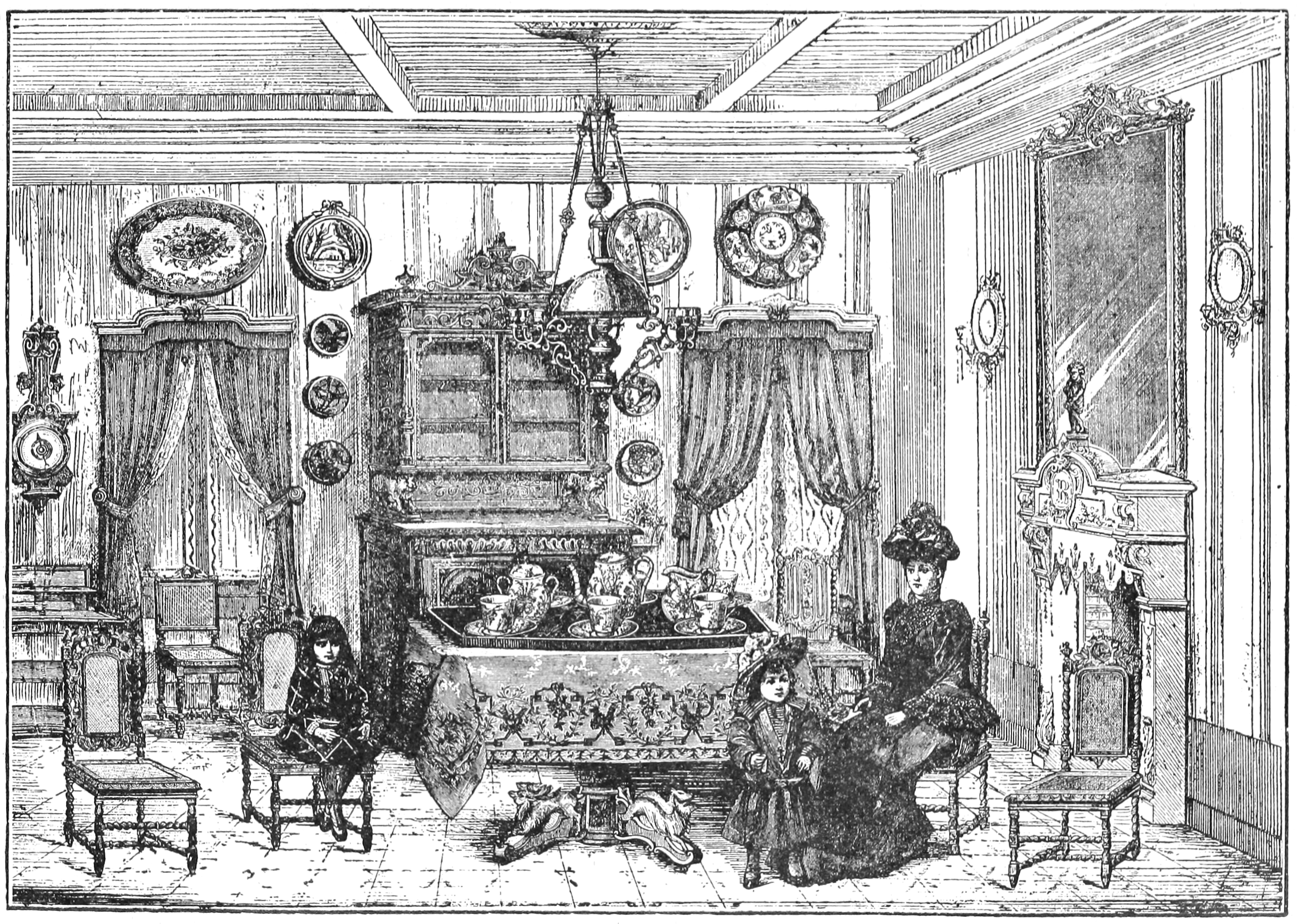
Salle à manger bourgeoise. France, 1892.

Au Moyen Âge et jusqu'à la fin du XVIIIe siècle, des tables provisoires et démontables sont dressées là où on reçoit les convives, à l'aide de plateaux posés sur des tréteaux, d'où l'expression « dresser la table ». Au XVIIIe siècle, la table royale continue encore à être dressée (dans l'antichambre de la reine par exemple), avec le service à la française — les plats exposés tous à la fois sur une grande table où les convives viennent se servir. D'ordinaire, chez les nobles, les repas étaient pris dans les antichambres ou cabinets, tandis que le reste de la population mangeait dans les champs, à la cuisine ou près du feu dans la salle commune. C'est à partir du XVIIIe siècle, dans la bourgeoisie des villes qui mangeait jusque-là dans la chambre à coucher ou dans la pièce principale, la cuisine monte dans les étages et qu'une pièce d'apparat est dévolue aux repas,.
À la fin du XVIIIe siècle, la table devient un meuble permanent dans la pièce au lieu d'être démontée pour laisser un lieu de passage après l'événement. S'instaure également tout un art de la table qui passera progressivement des maisons nobles aux couches de plus en plus modestes de la bourgeoisie.
En France, la salle à manger ne devient réellement courante qu'au XIXe siècle, avec l'usage du service à la russe — des plats présentés un par un et individuellement — qui se développe dans les milieux aisés et bourgeois. D'ordinaire séparée du salon par l'entrée, cette pièce de représentation se généralise. Autour d'une table entourée de chaises on trouve un buffet, des vitrines où sont exposés des pièces d'argenterie, des porcelaines ou des bibelots, entourés de murs ornés de tableaux et de lourds rideaux. Les convives des maisons les plus aisées passaient dès la fin du repas au salon ou au fumoir. Les foyers plus modestes en font, quant à eux, le cœur de la maison et, une fois desservie, la table sert à la famille aussi bien pour les travaux d'aiguille qu'à la lecture, sous le plafonnier, tandis que le salon est soigneusement préservé de la lumière et de la poussière en dehors des réceptions,.
Dès la fin du XIXe siècle, pour des raisons pratiques, la salle à manger est placée de préférence dans la continuité du salon, séparée par une porte qu'il est ensuite possible d'ouvrir pour obtenir une pièce plus vaste. À partir du XXe siècle, le mode de vie évoluant encore, notamment avec la disparition de la domesticité, et les logements devenant de plus en plus exigus, cette séparation s'efface progressivement pour offrir aux occupants un espace ouvert, plus lumineux, appelé « salon-salle à manger » ou « séjour, ».

## Rôle de la salle à manger
- Lieu de représentation
- Lieu de convivialité
- Lieu de rassemblement de la famille
- Lieu d'hygiène.